# Молинари, Симона
Симона Молинари (итал. Simona Molinari; род. 23 февраля 1983, Неаполь) — итальянская певица.

## Биография
Родилась в Неаполе в 1983 году.
В возрасте восьми лет начала учиться пению. В шестнадцать начала специализироваться на поп и джаз музыке сначала в Неаполе, затем в Риме. Совершенствовалась в джазовой импровизации и пении. Позже, изучала классическую музыку в консерватории города Л’Акуила
В 2009 году представила песню «Egocentrica» на 59-м фестивале итальянской песни в Сан-Ремо, после чего был выпущен одноимённый альбом.
Живёт в городе Л’Акуила.

## Дискография

### Альбомы
- 2009 — Egocentrica
- 2010 — Croce e delizia
- 2011 — Tua
- 2013 — Dr. Jekyll Mr. Hyde

### Синглы
- 2009 — Egocentrica
- 2009 — Nell’aria
- 2010 — Amore a prima vista